# Unabhängigkeitssatz von Dedekind
Der Unabhängigkeitssatz von Dedekind ist ein mathematischer Lehrsatz, welcher innerhalb der Algebra angesiedelt ist und auf den Mathematiker Richard Dedekind zurückgeht. Der Satz behandelt die Frage der linearen Unabhängigkeit von Homomorphismen aus Halbgruppen in die Einheitengruppen von kommutativen Körpern und führt als solcher zu elementaren Struktursätzen der Galoistheorie.

## Formulierung des Satzes
Der Darstellung Kurt Meybergs folgend lässt sich der Satz angeben wie folgt:
 Gegeben seien eine (multiplikativ geschriebene) Halbgruppe {\displaystyle H\neq \emptyset } und ein kommutativer Körper {\displaystyle K} und dazu Homomorphismen {\displaystyle {\sigma }_{1},\ldots ,{\sigma }_{n}\;\;(n\in \mathbb {N} )} von {\displaystyle H} in die abelsche Gruppe {\displaystyle K^{*}} der Einheiten von {\displaystyle K}.

Dann sind äquivalent:
 (A1) Die {\displaystyle {\sigma }_{1},\ldots ,{\sigma }_{n}} sind paarweise verschieden.
 (A2) Die {\displaystyle {\sigma }_{1},\ldots ,{\sigma }_{n}} bilden eine über {\displaystyle K} linear unabhängige Familie des Funktionenraums {\displaystyle \mathrm {Abb} (H,K)}.

## Beweis des Satzes
In Anlehnung an Emil Artin bzw. Kurt Meyberg lässt sich folgender Beweis führen:

### A1 → A2
Hier wird vollständige Induktion durchgeführt.
Induktionsanfang
Es sei {\displaystyle n=1} und dazu {\displaystyle k_{1}\in K} mit {\displaystyle k_{1}\sigma _{1}=0\in \mathrm {Abb} (H,K)}.
Dann ist
{\displaystyle k_{1}\sigma _{1}(x)=0\;\;(\forall x\in H)} .
Wegen {\displaystyle H\neq \emptyset } gibt es also ein {\displaystyle x_{0}\in H} mit
{\displaystyle k_{1}\sigma _{1}(x_{0})=0} .
Wegen {\displaystyle \sigma _{1}(x_{0})\in K\setminus \{0\}} und der Nullteilerfreiheit von {\displaystyle K} ergibt sich dann
{\displaystyle k_{1}=0} .
Induktionsschritt
Sei {\displaystyle n>1} und sei die Aussage schon bewiesen für jeweils {\displaystyle n-1} Homomorphismen der beschriebenen Art.
Seien nun {\displaystyle n} beliebige Körperelemente {\displaystyle k_{1},\ldots ,k_{n}} gegeben und es gelte in {\displaystyle \mathrm {Abb} (H,K)} die Gleichung
(a){\displaystyle \sum _{j=1}^{n}{k_{j}\sigma _{j}}=0}   .
Zu zeigen ist, dass
(b){\displaystyle k_{1}=\ldots =k_{n}=0}
gilt.
Zunächst gibt es wegen {\displaystyle \sigma _{1}\neq \sigma _{n}} ein {\displaystyle h_{0}\in H} mit {\displaystyle \sigma _{1}(h_{0})\neq \sigma _{n}(h_{0})}   .
Dieses {\displaystyle h_{0}\in H} sei fortan fixiert.
Weiter bedeutet (a), dass stets
(c) {\displaystyle 0=\sum _{j=1}^{n}{k_{j}\sigma _{j}(x)}\in K\;\;(\forall x\in H)}
besteht.
Da wegen der Halbgruppeneigenschaft für beliebiges {\displaystyle x\in H} auch stets {\displaystyle hx\in H} ist, führt (c) einerseits zu
(d) {\displaystyle 0=\sum _{j=1}^{n}{k_{j}\sigma _{j}(h_{0}x)}=k_{1}\sigma _{1}(h_{0})\sigma _{1}(x)+\sum _{j=2}^{n}{k_{j}\sigma _{j}(h_{0})\sigma _{j}(x)}}
und andererseits zu
(e) {\displaystyle 0=\sigma _{1}(h_{0})\sum _{j=1}^{n}{k_{j}\sigma _{j}(x)}=k_{1}\sigma _{1}(h_{0})\sigma _{1}(x)+\sum _{j=2}^{n}{k_{j}\sigma _{1}(h_{0})\sigma _{j}(x)}}  .
Die Subtraktion der Gleichung (e) von der Gleichung (d) ergibt
(f) {\displaystyle 0=\sum _{j=2}^{n}{k_{j}{\bigl (}\sigma _{j}(h_{0})-\sigma _{1}(h_{0}){\bigr )}\sigma _{j}(x)}}   .
Die Gleichung (f) gilt für jedes {\displaystyle x\in H} und somit hat man in {\displaystyle \mathrm {Abb} (H,K)}
(g) {\displaystyle 0=\sum _{j=2}^{n}{k_{j}{\bigl (}\sigma _{j}(h_{0})-\sigma _{1}(h_{0}){\bigr )}\sigma _{j}}}   .
Da nach Induktionsvoraussetzung die {\displaystyle \sigma _{2},\ldots ,\sigma _{n}} in {\displaystyle \mathrm {Abb} (H,K)} über {\displaystyle K} linear unabhängig sind, folgt aus (g)
(h) {\displaystyle k_{j}{\bigl (}\sigma _{j}(h_{0})-\sigma _{1}(h_{0}){\bigr )}=0\;\;(j=2,\ldots ,n)}
und insbesondere
(i) {\displaystyle k_{n}{\bigl (}\sigma _{n}(h_{0})-\sigma _{1}(h_{0}){\bigr )}=0}   .
Wegen {\displaystyle \sigma _{n}(h_{0})-\sigma _{1}(h_{0})\neq 0} hat man mit (i) jedoch auch
(j) {\displaystyle k_{n}=0}   .
Durch Einsetzen von (j) in (a) hat man in {\displaystyle \mathrm {Abb} (H,K)} dann die Gleichung
(k) {\displaystyle \sum _{j=1}^{n-1}{k_{j}\sigma _{j}}=0}   ,
womit bei nochmaliger Anwendung der Induktionsvoraussetzung auf die in {\displaystyle \mathrm {Abb} (H,K)} über {\displaystyle K} linear unabhängigen {\displaystyle \sigma _{1},\ldots ,\sigma _{n-1}} dann unmittelbar die Gleichung
(l) {\displaystyle k_{1}=\ldots =k_{n-1}=0}
folgt.
Durch die Verbindung von (j) und (l) ist dann schließlich (b) gezeigt.

### A2 → A1
Zu dieser Implikation ist nichts weiter zu zeigen, da die Vektoren einer linear unabhängigen Familie eines jeden Vektorraums stets paarweise verschieden sind.

## Folgerungen
1. Jede Familie {\displaystyle ({{\sigma }_{i}\colon \,K_{1}\to K_{2}})_{i\in I}} von paarweise verschiedenen Monomorphismen von einem Körper {\displaystyle K_{1}} in einen weiteren Körper {\displaystyle K_{2}} ist in {\displaystyle \mathrm {Abb} (K_{1},K_{2})} über {\displaystyle K_{2}} linear unabhängig.
2. Für jede endliche Körpererweiterung {\displaystyle L/K} ist die Ordnung der Galoisgruppe durch den Grad der Körpererweiterung nach oben beschränkt:

{\displaystyle |\mathrm {Gal} (L/K)|\leq [L\colon K]}   .